# Peter William Bartholome
Peter William Bartholome (* 2. April 1893 in Bellechester, Minnesota, USA; † 12. Juni 1982 in St. Cloud) war Bischof von Saint Cloud.

## Leben
Peter William Bartholome empfing am 12. Juni 1917 das Sakrament der Priesterweihe.
Am 6. Dezember 1941 ernannte ihn Papst Pius XII. zum Titularbischof von Lete und bestellte ihn zum Koadjutorbischof von Saint Cloud. Der Apostolische Delegat in den Vereinigten Staaten, Erzbischof Amleto Giovanni Cicognani, spendete ihm am 3. März 1942 die Bischofsweihe; Mitkonsekratoren waren der Bischof von Crookston, John Hubert Peschges, und der Bischof von Saint Cloud, Joseph Francis Busch. Am 31. Mai 1953 wurde Peter William Bartholome in Nachfolge des verstorbenen Joseph Francis Busch Bischof von Saint Cloud.
Papst Paul VI. nahm am 31. Januar 1968 das von Peter William Bartholome aus Altersgründen vorgebrachte Rücktrittsgesuch an und ernannte ihn zum Titularbischof von Tanaramusa. Am 13. Januar 1971 verzichtete Peter William Bartholome auf das Titularbistum Tanaramusa.
Peter William Bartholome nahm an der ersten, dritten und vierten Sitzungsperiode des Zweiten Vatikanischen Konzils teil.